# 골든 베이스볼 리그
골든 베이스볼 리그(Golden Baseball League, GBL)는 2005년 시작된 미국, 캐나다, 멕시코의 독립야구리그이다. 현재 5팀씩 2개 리그로 10팀이 있으며, 2011년부터 새너제이를 연고로 하여 한인 독립리그 팀이 참가할 예정이다.

## 참가팀
| 디비전 | 팀                      | 연고지           | 홈구장             |
| ------ | ----------------------- | ---------------- | ------------------ |
| 노스   | 애드먼턴 캐피털스       | 애드먼턴, 앨버타 | 텔러스 필드        |
| 노스   | 치코 아웃라스           | 치코, 캘리포니아 | 네틀런 스타디움    |
| 노스   | 캘거리 바이퍼스         | 캘거리, 앨버타   | 풋힐스 스타디움    |
| 사우스 | 나 코아 이카이카 마우이 | 와일루쿠, 하와이 | 마에하라 스타디움  |
| 사우스 | 헨더슨 로더러너스       | 헨더슨, 네바다   | 모스 스타디움      |
| 사우스 | 유마 스코피언스         | 유마, 애리조나   | 데저트 선 스타디움 |

### 과거 참가팀
- 샌디에고 서프더그스
- 서프라이스 파이팅 팔콘스
- 저팬 사무라이 베어스 - (2005)
- 롱 비치 아르마다
- 레노 실버삭스(메사 마이너스)
- 오렌지 카운티 플라이어스
- 빅토리아 시일스
- 세인트조지 로드러너스
- 티후아나 시마론스
- 투손 토로스